# Peremorówka
Peremorówka (ukr. Переморівка), Przemorówka – wieś na Ukrainie  w obwodzie tarnopolskim, w rejonie krzemienieckim.